# Piper subciliatum
Piper subciliatum är en pepparväxtart som beskrevs av C. Dc.. Piper subciliatum ingår i släktet Piper och familjen pepparväxter. Inga underarter finns listade i Catalogue of Life.